# Ganoderma guianensis
Ganoderma guianensis är en svampart som beskrevs av Decock & Ryvarden 2004. Ganoderma guianensis ingår i släktet Ganoderma och familjen Ganodermataceae.   Inga underarter finns listade i Catalogue of Life.